# 天主教阿尔比总教区
天主教阿尔比总教区（拉丁文：Archidioecesis Albiensis (-Castrensis-Vauriensis)）是罗马天主教在法国西南部设立的一个总教区，范围相当于南部-比利牛斯大区的塔恩省。教区成立于3世纪，当时附属于天主教布尔日总教区；1678年升格为总教区。目前附属于天主教图卢兹总教区。现任总主教为2000年任命的 Pierre-Marie Joseph Carré。 